# Czas propagacji
Czas propagacji, w mikroelektronice – czas upływający od chwili zmiany stanu wejścia układu logicznego lub elementu logicznego do chwili ustalenia stanu wyjść, będącej reakcją na tę zmianę wejścia. Czas propagacji jest podstawowym parametrem charakteryzującym szybkość działania elementów i układów logicznych.
Czas propagacji układu określa się zazwyczaj w warunkach obciążenia jego wyjścia rzeczywistym lub symulowanym wejściem układu tego samego typu, np. dla techniki CMOS przy pomiarach wykorzystuje się obciążenie pojemnością kilkudziesięciu pF. W zależności od charakteru zmiany stanu wyjścia wyróżnia się dwa czasy propagacji:
- dla przejścia ze stanu niskiego do wysokiego (oznaczany {\displaystyle t_{pLH}}),
- dla przejścia ze stanu wysokiego do niskiego (oznaczany {\displaystyle t_{pHL}}).

Czasy powyższe mogą się znacznie różnić. Niekiedy wprowadza się uśredniony czas propagacji: {\displaystyle t_{p}={\frac {t_{pLH}+t_{pHL}}{2}}.}
Dla elementów wykonanych w technice TTL, w zależności od odmiany, czas propagacji wynosi od około 3 (F-TTL) do kilkudziesięciu nanosekund.